# DFV-Supercup
DFV-Supercup a fost competiția fotbalistică de supercupă din Germania de Est, disputată între campioana din DDR-Oberliga și câștigătoarea FDGB Pokal.
Inițial era planificat să se înceapă din 1988, dar în acel sezon nu s-a jucat întrucât Berliner FC Dynamo a câștigat ambele competiții. O ediție a fost jucată în 1989, câștigătoarea cupei Dynamo Berlin învingând-o pe Dynamo Dresden cu 4–1. Competiția nu s-a jucat în 1990, Reunificarea Germaniei fiind în curs de desfășurare, și competiția pan-Germană Deutschland Cup s-a jucat în loc. În 1991, ultima campioană a Germaniei de Est, Hansa Rostock, împreună cu finalista cupei Stahl Eisenhüttenstadt, au participat la DFB-Supercup.

## Ediția 1989
| Berliner FC Dynamo                 | 4 – 1 | Dynamo Dresden |
| ---------------------------------- | ----- | -------------- |
| Schulz 31' Doll 62', 75' Ernst 84' |       | Sammer 87'     |

| BFC Dynamo | Dynamo Dresden |

| BERLINER FC DYNAMO: |  |                   |  |     |
| GK                  |  | Bodo Rudwaleit    |  |     |
| DF                  |  | Waldemar Ksienzyk |  |     |
| DF                  |  | Burkhard Reich    |  |     |
| DF                  |  | Hendrik Herzog    |  |     |
| MF                  |  | Bernd Schulz      |  |     |
| MF                  |  | Marco Köller      |  |     |
| MF                  |  | Jörg Fügner       |  | 77' |
| MF                  |  | Heiko Bonan       |  | 77' |
| MF                  |  | Thomas Doll       |  |     |
| FW                  |  | Rainer Ernst      |  |     |
| FW                  |  | Andreas Thom      |  |     |
| Substitutes:        |  |                   |  |     |
| DF                  |  | Jörn Lenz         |  | 77' |
| MF                  |  | Jörg Buder        |  | 77' |
| Antrenor:           |  |                   |  |     |
| Helmut Jäschke      |  |                   |  |     |
|                     |  |                   |  |     |

| DYNAMO DRESDEN: |  |                   |  |     |
|                 |  |                   |  |     |
| GK              |  | Ronny Teuber      |  |     |
| SW              |  | Frank Lieberam    |  |     |
| DF              |  | Uwe Kirchner      |  |     |
| DF              |  | Andreas Trautmann |  | 46' |
| DF              |  | Detlef Schößler   |  |     |
| MF              |  | Jörg Stübner      |  |     |
| MF              |  | Hans-Uwe Pilz     |  |     |
| MF              |  | Matthias Sammer   |  |     |
| MF              |  | Matthias Döschner |  |     |
| FW              |  | Ulf Kirsten       |  |     |
| FW              |  | Torsten Gütschow  |  | 56' |
| Rezerve:        |  |                   |  |     |
| MF              |  | Ralf Hauptmann    |  | 46' |
| MF              |  | Uwe Jähnig        |  | 56' |
| Antrenor:       |  |                   |  |     |
| Eduard Geyer    |  |                   |  |     |